# Puyo Puyo! 15th Anniversary
 (juin 2018).
Si vous disposez d'ouvrages ou d'articles de référence ou si vous connaissez des sites web de qualité traitant du thème abordé ici, merci de compléter l'article en donnant les références utiles à sa vérifiabilité et en les liant à la section « Notes et références ».
Puyo Puyo! 15th Anniversary (ぷよぷよ! Puyopuyo 15th anniversary) est un jeu de la série Puyo Puyo développé par Sonic Team et publié par Sega pour la Nintendo DS, PlayStation 2, PlayStation Portable et Wii. C'est le premier jeu de Puyo Puyo à sortir sur la console Wii. C'est un jeu commémoratif du 15e anniversaire de la série.

## Histoire
Mme Accord, le professeur à l'école de magie Primp, informe Sig qu'il y aura un tournoi pour jouer, et que tout le monde est en compétition; la récompense est une médaille qui va accorder le souhait de quelqu'un. Une autre scène montre Amitie et Arle s'engageant à jouer selon les règles, et Sig, toujours aussi désemparé que jamais, finit par pleuvoir aussi, mais pas avant d'avoir vu six comètes tomber sur terre. Sig, réalisant que c'est une grande découverte, décide de l'ignorer de toute façon et va sur la compétition. Il s'avère que les "comètes" sont en réalité six personnages familiers de la série Madou, qui servent de personnages principaux dans les modes histoire.

## Système de jeu
15th Anniversary a un tas de nouveaux modes, et comprend également des modes qui imitent l'original Puyo Puyo, Puyo Puyo 2 et Puyo Pop Fever. Dans la plupart des cas, les joueurs sont éliminés quand ils arrivent en tête, et le dernier joueur (ou latéral) debout remporte le tour.
Puyo Puyo
Puyo Puyo 2
Puyo Puyo Fever
Big Puyo
Bomber
Endless Fever
Excavation
Spinner
Ice Blocks
Mission
Searchlight
Underwater